# Desa Grobogan (administrativ by i Indonesien, lat -7,61, long 112,35)
Desa Grobogan är en administrativ by i Indonesien.   Den ligger i provinsen Jawa Timur, i den västra delen av landet, 600 km öster om huvudstaden Jakarta.